# خوئینخاریپ
گوئینگارپ (به هلندی: Goingarijp) یک منطقهٔ مسکونی در هلند است که در ده‌فریسکه مارن واقع شده‌است. گوئینگارپ ۲۵۰ نفر جمعیت دارد.